# Antônio Alexandre Borges dos Reis
Antônio Alexandre Borges dos Reis (Saubara, 28 de março de 1859 — Salvador, 2 de fevereiro de 1922), foi um educador, político, editor e escritor de diversos livros sobre Geografia, Português e História do Brasil.

## Infância e família
Antônio Alexandre Borges dos Reis era filho de Basílio Borges dos Reis e D. Ana Rosa Pimentel Reis. Órfão na infância, tendo perdido a mãe aos 14 dias de vida, foi educado pelo tio Manoel Borges dos Reis, dono de uma loja de calçados na Rua dos Algibebes em Salvador.
Ao concluir dos estudos primários, começou a trabalhar como caixeiro na loja do tio. Estudava sozinho à noite ou em bibliotecas públicas, para prestar concurso para professor primário no Liceu Provincial, no qual foi aprovado com distinção. Assim, começou a ensinar em diversas localidades do interior do Estado da Bahia, como Paramirim, Vila de São Francisco, Santo Amaro do Catu, Saubara e Santo Amaro da Purificação. Casou-se com D. Maria Adelina de Abreu Neves, natural de Paramirim, em 1879, e tiveram oito filhos: Álvaro, Adelaide, Maria Alexandrina, Eurico, Antônio, Anna, Raul e Celso.

## Educador
De volta a capital baiana, abriu um curso preparatório e fundou, no largo do Barbalho, o renomado o Colégio Spencer. Em 2 de setembro de 1893 foi nomeado substituto de Corografia e História do Brasil no Instituto Oficial de Ensino Secundário (Ginásio da Bahia, atual Colégio Central) e, em 17 de outubro de 1895, foi nomeado lente da mesma cadeira, na qual tomaria posse em 1º de novembro do mesmo ano. Foi também membro do Conselho Superior de Ensino do Estado da Bahia.

## Intelectual
Além das atividades docentes, o professor Borges dos Reis era uma figura conhecida da intelectualidade baiana. Foi sócio fundador de duas importantes entidades da cidade: O Instituto Histórico e Geográfico da Bahia (1894) e da Academia de Letras da Bahia (1917). Foi também sócio correspondente das principais entidades de história e geografia do Brasil e do exterior, como a Sociedade de Geografia do Rio de Janeiro, o Museu Nacional, o Instituto Histórico Geográfico de São Paulo e Sociedade de Geografia de Lisboa, entre outros.
Participou ativamente de duas das mais importantes agremiações literárias da época: as revistas Nova Cruzada e Grêmio Literário, com importantes figuras intelectuais como Petion de Vilar, Álvaro Reis, Artur de Sales, Roberto Correia e Carlos Chiacchio, entre outros. Também foi contemporâneo de outros grandes nomes da história da Bahia, como Rui Barbosa, Afrânio Peixoto, Prado Valadares, Oscar Freire de Carvalho, Aloysio de Carvalho e Arlindo Fragoso, entre outros.

## Editor
O ano de 1888 marcou o início da realização do grande sonho de sua vida: ser editor. Antônio Alexandre investiu suas economias poupadas com a venda de uma propriedade familiar e de seus anos de ensino na criação de uma tipografia. Para tal, mandou vir da França as máquinas e o profissional competente para operá-las.
Em 28 de março de 1896, seu aniversário, em função de seu afastamento da vida de professor para se dedicar ao seu sonho, recebeu uma grande manifestação de seus alunos, que choraram com a saída do mestre tão querido. Então, passou a trabalhar integralmente na tipografia Wilcke, Picard & C (que posteriormente se chamou Estabelecimento Lito-tipográfico Alexandre Borges dos Reis & C., depois Lito-Tipografia Reis & C., ainda depois Lito-Tipo e Encadernação Reis & C. e, finalmente, Reis & Comp), estabelecida na Rua Manuel Victorino, nº 23 e 25, que funcionava como editora e livraria. Assim, passou, entre outras coisas, a editar livros de importantes autores da época, como L'animisme fétichiste des negres de Bahia e o Manual de autópsia médico-legal, de Nina Rodrigues; o Atlas Geográfico, de Teodoro Sampaio; a Nova Seleta Inglesa, de Guilherme Rebelo; Estudos de sociologia e psicologia criminal, de Aurelino Leal; Folhas, de Roberto Correia, além de seus próprios livros, os de seu filho, o poeta Álvaro Reis, e as revistas Nova Cruzada e Grêmio Literário.
Em 14 de junho de 1909, voltaria a assumir a cadeira que anteriormente ensinava no Ginásio da Bahia, agora como catedrático.

## Político
Bastante conhecido também na vida política da cidade, o professor Borges dos Reis foi sócio-fundador do Clube Caixeiral, deputado estadual no governo de Severino Vieira (1905/1906 – 1907/1908) e diretor da Associação Comercial da Bahia (1899 – 1900).
Era proprietário da Chácara da Boa Vista onde, nos dias atuais, está a Rua da Boa Vista de Brotas.

## Autor
Após ter tido uma crise de congestão cerebral em sala de aula, afastou-se novamente, mas ainda teve tempo de escrever dois de seus livros, Leituras Cívicas e Corografia do Brasil, antes de sua morte. Veio a falecer aos 64 anos, deixando uma vasta produção literária:

### Obras do autor
- Pontos de Português - 1889
- Guia Gramatical Portuguesa - 1891 - 1926 (8 edições)
- Corografia e História do Brasil, especialmente do Estado da Bahia. 1892 – 1911 (3 edições)
- Almanaque do Estado da Bahia. 1898 – 1920 (10 volumes)
- Os indígenas da Bahia. 1900 - 1916.
- História do Brasil, para ginásios e liceus. 1905[2] – 1915 - 1929[3] (3 edições)
- Leituras Cívicas para o ensino primário - 1917
- História do Brasil adaptada ao ensino primário - 1918
- A batalha de Tuiutí - 1919
- Corografia do Brasil, para cursos de ginásios e liceus - 1920